# Vlekborsttroepiaal
De vlekborsttroepiaal (Icterus pectoralis) is een zangvogel uit de familie Icteridae (troepialen).

## Verspreiding en leefgebied
Deze soort komt wijdverspreid voor in Midden-Amerika en telt 4 ondersoorten:
- Icterus pectoralis carolynae: zuidwestelijk Mexico.
- Icterus pectoralis pectoralis: zuidoostelijk Mexico.
- Icterus pectoralis guttulatus: van zuidelijk Mexico tot Nicaragua.
- Icterus pectoralis espinachi: van zuidelijk Nicaragua tot noordwestelijk Costa Rica.